# 愛郷村
愛郷村（あいごうむら）は、愛知県南設楽郡にあった村。現在の新城市の一部にあたる。

## 地理
竜頭山の南麓、寒狭川中流域と島田川流域に位置していた。

## 歴史
- 1878年（明治11年）南設楽郡島田村、恩原村、大輪村、源氏村が合併し愛郷村が成立[2]。
- 1889年（明治22年）10月1日、町村制の施行により、南設楽郡愛郷村が単独で村制施行し、愛郷村が発足[1][2]。大字は編成せず[2]。布里村、一色村、只持村、塩瀬村と組合村を結成[2]。組合村役場を一色村に設置[3]。
- 1906年（明治39年）5月1日、南設楽郡鳳来寺村、布里村、一色村、只持村、塩瀬村と合併し、鳳来寺村が存続して廃止された[1][2]。合併後、鳳来寺村愛郷となる[2]。

### 地名の由来
合併村（郷）を皆が愛し発展させようとの願いをこめて命名された。

## 産業
- 農業[2]

## 教育
- 1874年（明治7年）字恩原に愛郷小学校開校[2]。